# Bidein a’ Choire Sheasgaich
Der Bidein a’ Choire Sheasgaich ist ein als Munro und Marilyn eingestufter, 945 m (3.100 ft) hoher Berg in den schottischen Highlands. Sein gälischer Name kann in etwa mit Spitze des Kars der unfruchtbaren Rinder übersetzt werden. Er liegt in einer weitgehend unbesiedelten Berglandschaft der Northwest Highlands zwischen Loch Carron und Loch Monar, gut 60 Kilometer westlich von Inverness.
Gemeinsam mit dem östlich benachbarten, 987 m (3.238 ft) hohen Lurg Mhòr bildet der Bidein a’ Choire Sheasgaich einen länglichen Bergrücken, der sich vom Westende von Loch Monar über etwa neun Kilometer in Ost-West-Richtung erstreckt. Südwestlich liegt der Loch Calavie. Der Bidein a’ Choire Sheasgaich umfasst den kleineren, westlichen Teil des Bergrückens, vom Lurg Mhòr ist er durch einen auf 740 m Höhe liegenden Sattel getrennt. Im Unterschied zum länglichen Rücken des Lurg Mhòr weist der Bidein a’ Choire Sheasgaich einen markanten, von Nordosten pyramidenförmig wirkenden Gipfelaufbau mit drei Graten auf. Der breite Südostgrat geht in den Verbindungssattel zum Lurg Mhòr über. Nach Südwesten führt ein Grat zum Sàil Riabhach, einem 771 m (2.530 ft) hohen Vorgipfel. Beide Grate umschließen das breite und grasige Coire Calavie, das bis an das Ufer von Loch Calavie reicht. Der breite und felsige Nordgrat führt mit mehreren kleinen, teils kleine Bergseen aufweisenden Plateaus und Felsstufen in einen Sattel, an den sich nördlich der 863 m (2.831 ft) hohe, als Corbett eingestufte Beinn Tharsuinn anschließt. Vor allem die Nordwestflanke des Berges mit dem namensgebenden Coire Seasgach ist felsdurchsetzt, aber auch die Nordostseite weist felsige Partien auf.

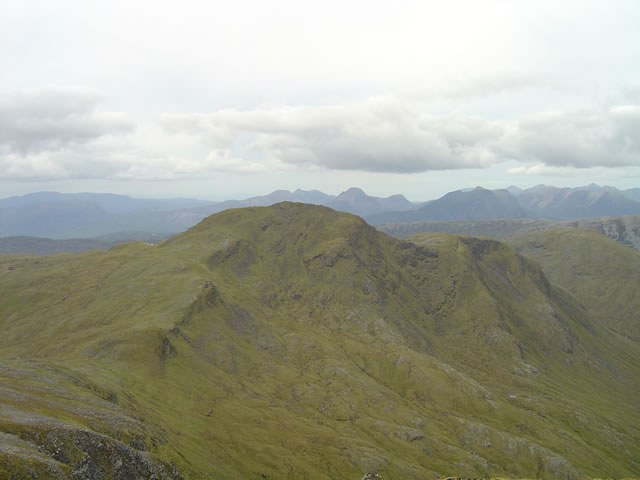
Blick vom Gipfel des Lurg Mhòr zum Bidein a’ Choire Sheasgaich
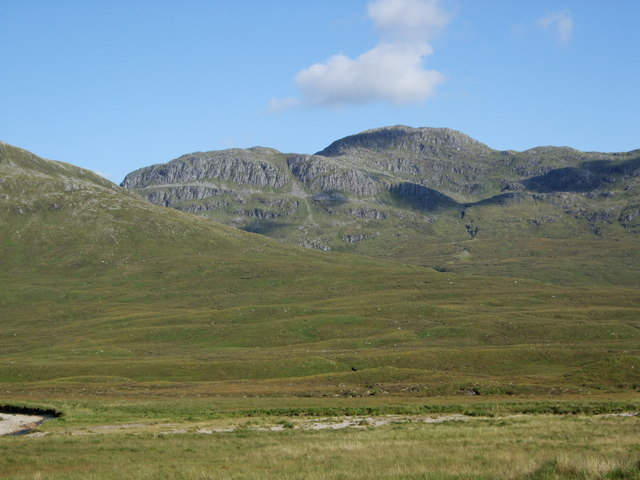
Die Nordwestseite des Bidein a’ Choire Sheasgaich, aus dem
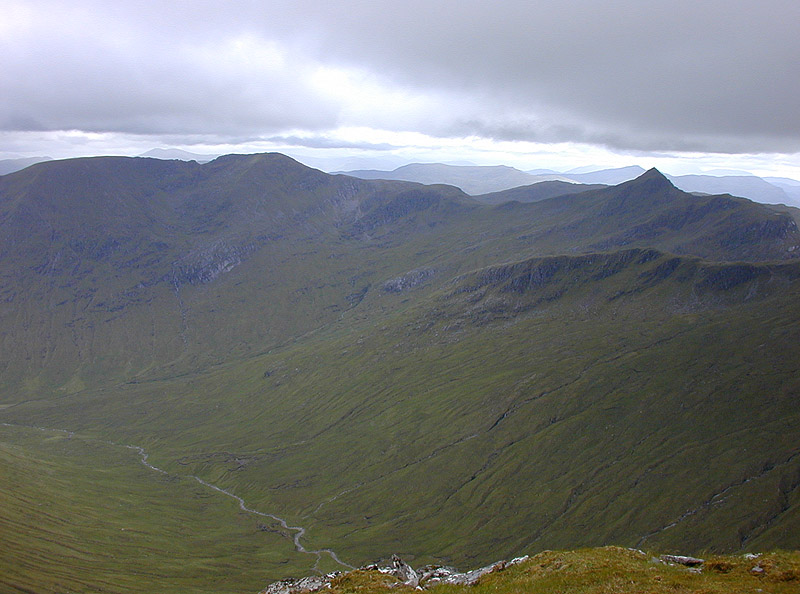
Bidein a’ Choire Sheasgaich (rechts) und Lurg Mhòr (links) vom nordöstlich benachbarten Sgùrr Choinnich aus gesehen
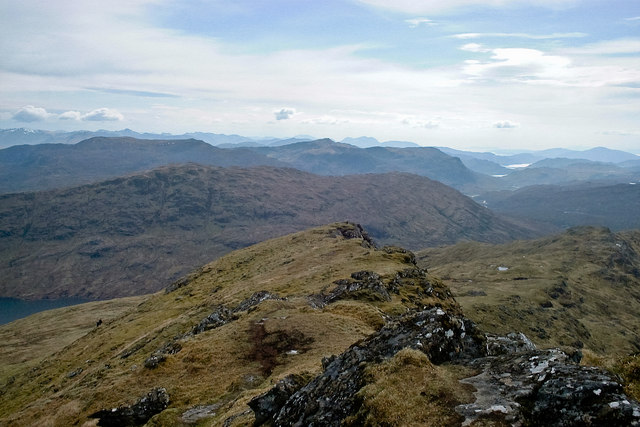
Blick vom Gipfel des Bidein a’ Choire Sheasgaich über den Südwestgrat

Aufgrund der Lage weit abseits von Siedlungen und öffentlichen Straßen zählen der Bidein a’ Choire Sheasgaich und der Lurg Mhòr zu den am schwersten zugänglichen Munros, Munro-Bagger besteigen beide Gipfel meist gemeinsam. Der nächste Ausgangspunkt ist die kleine Ansiedlung Attadale an der A890 zwischen Strathcarron und Stromeferry. Von dort besteht eine Zugangsmöglichkeit über eine Forststraße durch den Attadale Forest zur Bendronaig Lodge, bei der eine Bothy Übernachtungsmöglichkeiten für Wanderer und Bergsteiger bietet. Östlich der Lodge führt der Zustieg zum Bidein a’ Choire Sheasgaich über seinen Westgrat bis zum Gipfel. Alternativ kann der Gipfel auch über den Südostgrat vom Sattel zum Lurg Mhòr erreicht werden. Eine weitere Zugangsmöglichkeit besteht aus Richtung Norden, Ausgangspunkt ist die kleine Ansiedlung Craig an der A890 zwischen Strathcarron und Achnasheen. Auch hier ist ein sehr langer Zustieg erforderlich. Von Süden und Osten sind Zustiege aufgrund langer Anmarschwege ohne Übernachtung nicht möglich. Südlich des Bidein a’ Choire Sheasgaich kann die Bothy Maol-bhuidhe dafür genutzt werden. 